# Качори (Пилски окръг)
Вижте пояснителната страница за други значения на Качори.
Качори (на полски: Kaczory) е село във Великополското войводство, северозападна Полша, административен център на община Качори в Пилски окръг. Населението му е около 7 870 души (2014).
Разположено е на 88 m надморска височина в Средноевропейската равнина, на 11 km югоизточно от центъра на град Пила и на 78 km северно от Познан. Селището се споменава за пръв път през 1513 година.